# 挪威喜悅號
挪威喜悅號（英語：Norwegian Joy）是挪威郵輪旗下的一艘豪華郵輪，由德國帕彭堡的造船商邁爾造船廠建造。全長333米，寬48米，吃水8米，排水量達到167,725噸，屬於擺脫級郵輪的郵輪之一，與挪威遁逸號是姊妹船，此船於2013年4月27日交付並投入服務。

## 設計
挪威喜悅號為中國市場而設計的，郵輪不少地方與挪威遁逸號的設計非常不同，而且總噸位較挪威遁逸號大4,200噸，為Breakaway Plus Class系列中最大郵輪之一。

## 退出中国市场
2018年3月30日，據《新民晚報》等媒體報道，因為上海吳淞口海域大霧，航道封鎖，原計劃在2018年3月27日-3月31日之間航行的喜悅號郵輪被迫滯留港口。不少遊客聚集在一起，對著郵輪工作人員高唱國歌，一旁還有人高聲叫好。遊客情緒失控後，與工作人員發生推搡……最終郵輪官方決定取消當次航程，全額退款，並由合作的保險公司賠付港口取消的相關賠償。
2018年，公司通告「挪威喜悅號」將於2019年4月退出中國市場。

## 姊妹船
- 挪威遁逸號為挪威喜悅號的姊妹船，已於2015年下水及投入服務。

## 外部連結
- 挪威喜悅號
- 挪威郵輪中國大陸官網 （页面存档备份，存于）